# Lučka Kajfež Bogataj

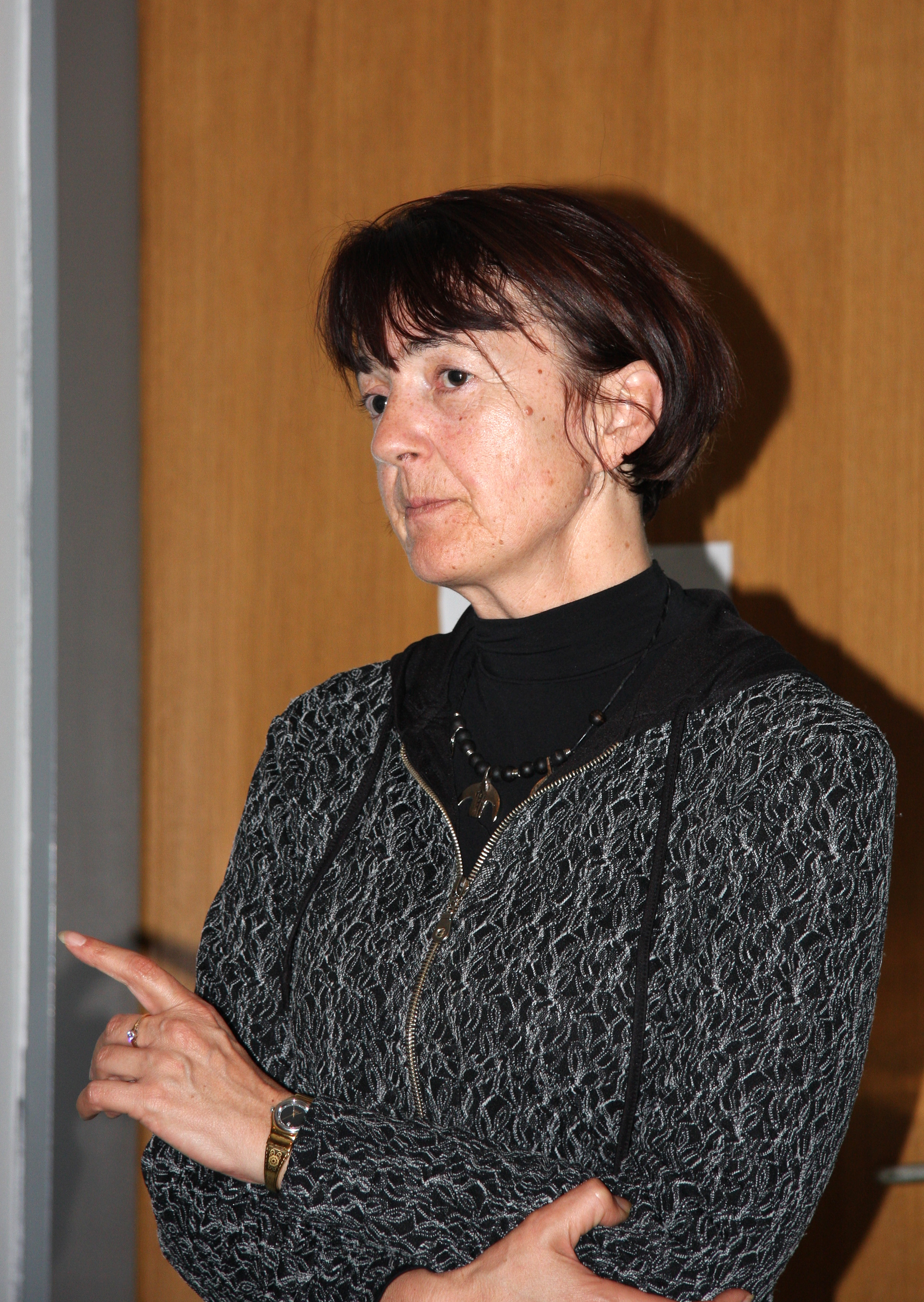
Lučka Kajfež Bogataj

Lučka Kajfež Bogataj (* 28. Juni 1957) ist eine slowenische Klimatologin. 
Die Spezialistin für Agrarmeteorologie forscht und lehrt als Professorin an der Universität Ljubljana. Sie ist Mitglied im Komitee für Bildungsfragen der European Meteorological Society.
Kajfež Bogataj wurde in den Weltklimarat IPCC berufen und war im Jahr 2007 als Vice-Chair der Arbeitsgruppe II „Impacts, Adaptation and Vulnerability“ in verantwortlicher Position an der Erstellung des Vierten Sachstandsberichts beteiligt.